# Richard León
Richard Leon Vizcaya (ur. 7 stycznia 1976) – wenezuelski judoka. Dwukrotny olimpijczyk. Zajął 21. miejsce w Pekinie 2008 i odpadł w eliminacjach w Atenach 2004. Walczył w wadze lekkiej.
Uczestnik mistrzostw świata w 2001 i  2007. Startował w Pucharze Świata w 2004 i 2008. Wygrał igrzyska boliwaryjskie w 2001 i 2005. Brązowy medalista igrzysk Ameryki Południowej w 2006, a także igrzysk Ameryki Środkowej i Karaibów w 2002 i 2006. Zdobył pięć medali mistrzostw panamerykańskich w latach 2000 – 2008, a także dwa medale na mistrzostwach Ameryki Południowej.

## Letnie Igrzyska Olimpijskie 2004
| Konkurencja | Eliminacje           | Repasaże                     | Klas. końcowa |
| Konkurencja | Przeciwnik I         | Przeciwnik I                 | Miejsce       |
| ----------- | -------------------- | ---------------------------- | ------------- |
| 73 kg       | Victor Bivol (MDA) P | Hamed Malekmohammadi (IRI) P | 2 runda.      |

## Letnie Igrzyska Olimpijskie 2008
| Konkurencja | Eliminacje          | Klas. końcowa |
| Konkurencja | Przeciwnik I        | Miejsce       |
| ----------- | ------------------- | ------------- |
| 73 kg       | Si Rijigawa (CHN) P | 21.           |